# Kathleen Quinlan
Kathleen Quinlan (n. 19 noiembrie 1954, Pasadena, California, SUA) este o actriță americană. Printre filmele în care a jucat se numără  I Never Promised You a Rose Garden (1977), The Doors (1991), Apollo 13 (1995) și Event Horizon (1997).

## Familie
Kathleen are un soț, Bruce Abbott, și un copil, Tayler Quinlan Abbott.

## Filmografie și roluri în emisiuni TV
| An        | Film                                                          | Rol                            | Însemnări |
| --------- | ------------------------------------------------------------- | ------------------------------ | --- |
| 1972      | One Is a Lonely Number                                        |                                | {nemenționată) |
| 1973      | American Graffiti                                             | Peg                            | (as Kathy Quinlan) |
| 1974      | Can Ellen Be Saved?                                           | Melissa                        | (TV) |
| 1974      | Lucas Tanner                                                  | Joyce Howell                   | (TV) |
| 1974      | Where Have All The People Gone?                               | Deborah Anders                 | (TV) |
| 1974/1976 | The Waltons                                                   | Selina Linville                | (2 episoade) |
| 1975      | The Missing Are Deadly                                        | Michelle                       | (TV) |
| 1975      | The Abduction of Saint Anne                                   | Anne Benedict                  | (TV) |
| 1975      | John O'Hara's Gibbsville (or The Turning Point of Jim Malloy) | Edith Evans                    | (TV) |
| 1976      | Lifeguard                                                     | Wendy                          | |
| 1977      | Little Ladies of the Night                                    | Karen Brodwick                 | (TV) |
| 1977      | Airport '77                                                   | Julie                          | |
| 1977      | I Never Promised You a Rose Garden                            | Deborah Blake                  | Nominated — Golden Globe Award for Best Actress – Motion Picture Drama |
| 1978      | Nightmare in Blood                                            |                                | |
| 1979      | The Runner Stumbles                                           | Sister Rita                    | |
| 1979      | The Promise                                                   | Nancy McAllister/Marie Adamson | |
| 1980      | Sunday Lovers                                                 | Laurie                         | (segment "Skippy") |
| 1981      | She's in the Army Now                                         | Pvt. Cass Donner               | (TV) |
| 1982      | Hanky Panky                                                   | Janet Dunn                     | |
| 1983      | Independence Day                                              | Mary Ann Taylor                | |
| 1983      | Twilight Zone: The Movie                                      | Helen Foley                    | (Segment #3) |
| 1984      | The Last Winter                                               | Joyce                          | |
| 1984      | When She Says No                                              | Rose Michaels                  | (TV) |
| 1985      | Blackout                                                      | Chris Graham                   | (TV) MystFest Award for Best Actress |
| 1985      | Warning Sign                                                  | Joanie Morse                   | |
| 1985      | Children of the Night                                         | Lois Lee                       | (TV) |
| 1986      | Man Outside                                                   | Grace Freemont                 | |
| 1987      | Wild Thing                                                    | Jane                           | |
| 1987      | Dreams Lost, Dreams Found                                     | Sarah McAllister               | (TV) |
| 1988      | Sunset                                                        | Nancy Shoemaker                | |
| 1988      | Clara's Heart                                                 | Leona Hart                     | |
| 1989      | Trapped                                                       | Mary Ann Marshall              | (TV) |
| 1990      | The Operation                                                 | Ginnie                         | (TV) |
| 1991      | The Doors                                                     | Patricia Kennealy              | |
| 1991      | Strays                                                        | Lindsey Jarrett                | (TV) |
| 1992      | An American Story                                             | Hope Tyler                     | (TV) |
| 1993      | Stolen Babies                                                 | Bekka                          | (TV) |
| 1993      | Last Light                                                    | Kathy Rubicek                  | (TV) |
| 1994      | Trial by Jury                                                 | Wanda                          | |
| 1995      | Apollo 13                                                     | Marilyn Lovell                 | Screen Actors Guild Award for Outstanding Performance by a Cast in a Motion Picture Nominated — Academy Award for Best Supporting Actress Nominated — Golden Globe Award for Best Supporting Actress – Motion Picture Nominated — Chicago Film Critics Association Award for Best Supporting Actress |
| 1995      | Perfect Alibi                                                 | Melanie Bauers                 | |
| 1996      | In the Lake of the Woods                                      | Kathy Waylan                   | (TV) |
| 1997      | Zeus and Roxanne                                              | Mary Beth Dunhill              | |
| 1997      | Breakdown                                                     | Amy Taylor                     | |
| 1997      | Event Horizon                                                 | Peters, Med Tech               | |
| 1997      | Lawn Dogs                                                     | Clare Stockard                 | |
| 1998      | My Giant                                                      | Serena Kamin                   | |
| 1998      | A Civil Action                                                | Anne Anderson                  | |
| 1999–2002 | Family Law                                                    | Lynn Holt                      | (TV Series) (68 episodes) |
| 1999      | Too Rich: The Secret Life of Doris Duke                       | Nanaline Duke                  | (TV) |
| 2003      | The Battle of Shaker Heights                                  | Eve                            | |
| 2003      | Blessings                                                     | Meredith Blessing              | (TV) |
| 2004      | Perfect Romance                                               | Tess Kelley                    | (TV) |
| 2004      | The Riverman                                                  | Sande Keppel                   | (TV) |
| 2004      | El Padrino                                                    | Judge Scorsi                   | |
| 2004      | The Dead Will Tell                                            | Beth Hytner                    | (TV) |
| 2006      | The Hills Have Eyes                                           | Ethel Carter                   | |
| 2006      | Harm's way                                                    | Bea                            | |
| 2006      | House                                                         | Arlene McNeil                  | Episode "Meaning" |
| 2007      | American Fork                                                 | Agnes Orbison                  | |
| 2007      | CSI: Crime Scene Investigation                                | Barbara Tallman                | Episode "Monster in the Box" |
| 2007      | Breach                                                        | Bonnie Hanssen                 | |
| 2007      | Harm's Way                                                    | Bea                            | |
| 2008      | Poundcake                                                     | Carol                          | |
| 2008      | Made of Honor                                                 | Joan                           | |
| 2008–2009 | Prison Break                                                  | Christina Rose Scofield        | (7 episodes) |
| 2009      | Adult Film: A Hollywood Tale                                  | Mary Bernstein                 | |
| 2009      | Empire State                                                  | Colleen Cochrane               | (TV) |
| 2009      | The River Why                                                 | Ma                             | |
| 2011      | Cinema Verite                                                 | Mary                           | |
| 2011      | Glee                                                          | Dr. Shane                      | Episode "Born This Way" |
| 2013      | Chicago Fire                                                  | Nancy Casey                    | (7 episoade) |
| 2014      | After                                                         | Nora Valentino                 | |

## Legături externe
- Kathleen Quinlan la IMDB